# 什波季涅
49°10′57″N 39°11′29″E / 49.18250°N 39.19139°E
什波蒂內（烏克蘭語：Шпотине）是位於烏克蘭東部的村莊，由盧甘斯克州舊比利斯克區的奇米里夫卡市鎮負責管轄。該村始建於1856年，面積1.13平方公里，海拔高度112米，2001年人口449，人口密度每平方公里396.6人。